# Тлусте (Мазовецьке воєводство)
Тлусте (пол. Tłuste) — село в Польщі, у гміні Гродзиськ-Мазовецький Ґродзиського повіту Мазовецького воєводства.
Населення — 312 осіб (2011).
У 1975-1998 роках село належало до Варшавського воєводства.

## Демографія
Демографічна структура станом на 31 березня 2011 року:
|          | Загалом | Допрацездатний вік | Працездатний вік | Постпрацездатний вік |
| -------- | ------- | ------------------ | ---------------- | -------------------- |
| Чоловіки | 152     | 35                 | 91               | 26                   |
| Жінки    | 160     | 19                 | 94               | 47                   |
| Разом    | 312     | 54                 | 185              | 73                   |